# Носуленко, Валерий Николаевич
Валерий Николаевич Носуленко (род. 1947, Москва) — советский и российский психолог, доктор психологических наук, главный научный сотрудник Института психологии РАН, главный научный сотрудник Центра экспериментальной психологии МГППУ. Является одним из наиболее цитируемых в научных публикациях отечественных психологов.
Руководитель международной исследовательской программы «Познание и общение» («Cognition and Communication») в рамках Фонда Дом Наук о Человеке (FMSH — Fondation Maison des Sciences de l’Homme, Франция). Является членом научного комитета международной исследовательской программы «Когнитивные технологии» («Cognitive Technologies», FMSH/DEVAR, EDF R&D, Франция). Член международного консультативного комитета научного журнала «Social Science Information» Архивная копия от 12 июня 2014 на Wayback Machine (SAGE edition, London).
Соорганизатор национальных и международных конференций, в частности, в последние годы: Всероссийской научной конференции «Познание в деятельности и общении. От теории и практики к эксперименту» (ИП ИРАН, 13-14 октября 2011 года) в качестве председателя программного комитета и руководителя секции.
В 2011 году был удостоен звания «Лауреат Премии Правительства РФ в области образования» за цикл трудов «Инновационные подходы и методы экспериментальной психологии». В 2007 году награждён Грамотой Президиума АН РАН «За выдающийся вклад в развитие отечественной науки».

## Биография
Валерий Носуленко родился 11 апреля 1947 года в Москве. Закончил Московский государственный горный университет (сегодня — Горный институт НИТУ «МИСиС»). Тема дипломного проекта: «Система воспроизведения звука» (1970 г., руководитель — А. И. Косов).
Защитил кандидатскую диссертацию по специальности 19.00.03 — психология труда, инженерная психология в Институте Психологии АН СССР «Взаимодействие операторов в задаче оценки сигналов» (1980 г., научный руководитель — Забродин, Юрий Михайлович).
Тема докторской диссертации: «Психофизика восприятия естественной среды» (2004 г., Институт психологии РАН; специальность 19.00.01 — общая психология, психология личности, история психологии).
До 1977 г. Носуленко работал на инженерных должностях, с 1974 г. приступил к работе в ИП АН СССР (ИПАН СССР), где в 1980 г. защитил кандидатскую диссертацию.
С 1990 г. по настоящее время является ведущим научным сотрудником Института Психологии РАН (ИП РАН).
С 2007 г. по настоящее время — руководитель лаборатории психологии коммуникации в расширенной среде Научно-образовательного центра экспериментальной психологии МГППУ, заместитель главного редактора журнала «Экспериментальная психология».
В качестве приглашенного профессора работал во Франции в Парижском университете Декарта Архивная копия от 10 августа 2014 на Wayback Machine, в Университете Париж — 8 Архивная копия от 10 августа 2014 на Wayback Machine и Национальном институте прикладных наук.

## Научная деятельность
Научную деятельность в 1974 г. Носуленко начал с исследования психофизики и психологии труда под руководством Б. Ф. Ломова. В последующие годы (1980—1987) занялся исследованиями особенностей современной акустической среды и роли технических средств в формировании образа объектов среды. Результатом этой работы и многолетнего международного сотрудничества в рамках программы «Познание и общение» (Fondation Maison des Sciences de l’Homme, Франция) стала разработка нового направления, получившего название «экологическая психоакустика».
В рамках программы «Познание и общение» реализовано множество исследовательских (Университеты Paris-V, Paris-VIII, Национальный институт прикладных наук Франции -INSA de Lyon и др.) и прикладных работ (France Telecom, Renault, PSA Peugeot-Citroën и др.).
Результаты нашли отражение в более чем 50 научных публикаций, в том числе в монографии.
Важный результат программы — издание на французском языке с комментариями избранных трудов С. Л. Рубинштейна.
В 1995—2006 гг. Носуленко разрабатывал основы перцептивнокоммуникативного подхода к исследованию восприятия естественной среды; ввел понятие «воспринимаемого качества объектов среды», предложил связанную с ней методику тестирования. Основанные на открытиях Носуленко разработки были активно внедрены во множество международных исследовательских и бизнес проектов. В этот период также осуществлялось руководство психологической группой в проекте «Лаборатория когнитивного дизайна» (Франция, 1999—2004).
25-летнему юбилею программы посвящены 2 статьи